# John Haviland (Mediziner)
John Haviland (* 2. Februar 1785 in Bridgwater; † 8. Januar 1851) war ein englischer Arzt und Hochschullehrer an der University of Cambridge.

## Leben
Haviland wurde am Winchester College ausgebildet und wechselte 1803 an das St John’s College der Universität Cambridge, wo er 1807 als Zwölftbester seines Jahrgangs B.A. abschloss. Er wurde zum Fellow des Colleges berufen. 1810 folgte sein Abschluss M.A., 1812 M.L. und 1817 schließlich M.D. Er vertiefte seine medizinische Ausbildung an der University of Edinburgh und am St Bartholomew’s Hospital in London.
1817 wurde er zum Fellow des Royal College of Physicians berufen und er hielt die Harveian Oration 1837. Haviland ließ sich in Cambridge nieder und wurde 1814 in der Nachfolge von Busick Harwood zum Professor für Anatomie berufen. Nach dem Tod von Isaac Pennington, 1817 wurde er zum Regius Professor of Physic berufen, womit auch die Pflichten des leitenden Arztes des Addenbrooke’s Hospitals einhergingen. Die ärztlichen Pflichten im Krankenhaus gab er 1839 auf, hielt aber die Regius Professur bis zu seinem Tod. Seine gutgehende Privatpraxis in Cambridge hatte er schon 1838 aufgegeben.
Haviland verwendete seinen Einfluss darauf, die Lehre der Medizin in Cambridge aufrechtzuerhalten, obwohl es Pläne zur Einstellung des Studienfachs gab. Als erster Dozent in Cambridge unterrichtete Haviland regelmäßig menschliche Anatomie. Als Regius Professor war er der erste in Cambridge, der regelmäßig Pathologie und medizinische Praxis lehrte. Auf Havilands Drängen wurde ein formales Curriculum eingeführt und klare Prüfungsbedingungen gesetzt, die die bisherigen Nominierungen ersetzten. Nach Einschätzung von William Munk gleicht Havilands Reorganisation der Lehre einer Neugründung des medizinischen Fachbereichs in Cambridge.
Außer einer 1815 erschienenen Zusammenfassung seiner Vorlesungen sind keine Schriften von Haviland bekannt.
1819 heiratete er Louisa Pollen, Tochter eines Geistlichen. Aus der Ehe gingen fünf Söhne hervor. Haviland verstarb am 8. Januar 1851. Am 27. Januar 1851 wurde sein Nachfolger, Henry John Hayles Bond durch die Krone bestätigt.

### Von Haviland
- A syllabus of a course of lectures on anatomy and physiology, delivered annually in the Lent term; John Haviland

### Über Haviland
- Haviland, Paget and Humphry: the introduction of clinical teaching at Cambridge, Arthur Rook